# Мацумото
Мацумото (јап. 松本市) град је у Јапану у префектури Нагано. Према попису становништва из 2005. у граду је живело 227.579 становника.

## Становништво
Према подацима са пописа, у граду је 2005. године живело 227.579 становника.
| 1995.   | 2000.   | 2005.   |
| ------- | ------- | ------- |
| 225.799 | 229.033 | 227.579 |

## Спорт
Мацумото има фудбалски клуб ФК Мацумото јамага.